# Au bout du chemin (film)
Pour les articles homonymes, voir Au bout du chemin  (téléfilm) et End of the Road.
Pour plus de détails, voir Fiche technique et Distribution.
Au bout du chemin (End of the Road) est un film américain réalisé par Aram Avakian et sorti en 1970, d'après un roman de John Barth. Le film est classé X aux États-Unis.

## Fiche technique
- Titre original : End of the Road
- Réalisation : Aram Avakian
- Scénario : Dennis McGuire, Terry Southern et Aram Avakian d'après le roman de John Barth
- Producteurs : Terry Southern, Stephen F. Kesten
- Pays de production :  États-Unis
- Musique : Teo Macero
- Image : Gordon Willis
- Opérateur : Michael Chapman
- Montage : Barry Malkin
- Lieu de tournage : Massachusetts
- Date de sortie :
  - États-Unis : 10 février 1970

## Distribution
- Stacy Keach : Jacob Horner
- Harris Yulin : Joe Morgan
- Dorothy Tristan : Rennie Morgan
- James Earl Jones : Dr. D
- Grayson Hall : Peggy Rankin
- Ray Brock : Sniperman / Mme. Dockey
- John Pleshette : Finkle
- Gail Gilmore : Mlle. Gibson
- Maeve McGuire : la réceptionniste
- Norman Simpson : Dr. Schott
- Graham Jarvis : Dr. Carter
- June Hutchinson : Mlle. Banning / le femme au thé
- Joel Oppenheimer : l'homme-poulet
- James Coco : l'homme de l'école
- Oliver Clark : l'homme au chien
- Terry Southern : M. Caruso

## Distinctions
End of the Road a été primé en 1970 lors du festival international du film de Locarno.
Le film a également été présenté à la Quinzaine des réalisateurs, en sélection parallèle du festival de Cannes 1970.